# Alkuser See
Der Alkuser See ist ein Gebirgssee (2432 m ü. A.) in der  Schobergruppe im Osten Osttirols (Gemeinde Ainet).
Der Alkuser See liegt im Talschluss des Daberbachs zwischen Alkuser Rotspitze, Kleine Rotspitze, Trelebitschkopf und dessen Verbindungsgrat zur Schleinitz. Er wurde erstmals 1718 als Aglaser See in einem Kartenwerk verzeichnet. Bei dieser und ähnlicher alten Namensvarianten vermuten Namensforscher jedoch Verschreibungen in Kartenwerken. Die Namensherkunft von Alkus ist analog zum Ortsnamen der Fraktion Alkus nicht eindeutig belegt. Auf Grund älterer Schreibweisen „alte Gose“ bzw. „Alte Gase“ interpretieren manche Namensforscher „Alkus“ als alte Ggase, was sich wiederum vom lateinischen casa ableiten würde.
Eine Hinweistafel am See deklariert den See als "einen der schönsten Bergseen" mit einer vermuteten Tiefe von 47 m.